# Christian Pulisic
Christian Mate Pulisic (Hershey, Pensilvania, Estados Unidos, 18 de septiembre de 1998) es un futbolista estadounidense que juega de delantero en el A. C. Milan de la Serie A de Italia.

## Trayectoria

### Inicios
Pulisic creció en Hershey, Pensilvania. Su padre Mark Pulisic, de ascendencia croata, jugó al fútbol sala profesional para el Harrisburg Heat en los años 1990. Pulisic creció jugando para el equipo juvenil PA Classics, al igual que entrenando en ocasiones con el equipo profesional local de los Harrisburg City Islanders en su adolescencia. Allí le pescó el Borussia Dortmund, con solo 16 años de edad. Antes estuvo en Detroit, donde su padre fue mánager general de los Detroit Ignition de fútbol en pista cubierta. Curiosamente, a la edad de siete años, vivió en Inglaterra y durante una temporada jugó en los equipos infantiles del Brackley Town Football Club.

### Borussia Dortmund
Pulisic fichó por el Borussia Dortmund alemán el 4 de enero de 2015 a sus 16 años, y el equipo lo asignó de inmediato a su equipo juvenil sub-19. Luego de anotar 10 goles y entregar 8 asistencias en tan solo 15 partidos con los equipos juveniles del club, Pulisic fue incorporado al primer equipo durante el invierno a finales de 2015. Anotó un gol y asistió en otro en dos partidos de preparación para la segunda parte de la temporada 2015-16. Hizo su debut profesional en la 1. Bundesliga pocos días después, ingresando en el segundo tiempo en un partido frente al FC Ingolstadt 04 el 30 de enero de 2016, en reemplazo de Adrián Ramos. Semanas más tarde haría su debut como titular en la Bundesliga en la victoria 1-0 del Dortmund sobre el Bayer Leverkusen en un partido de la 1. Bundesliga. Anotó su primer gol como profesional el 17 de abril de 2016 en la victoria 3-0 sobre el Hamburgo SV en la 1. Bundesliga. Tras su buena actuación en ese partido, Pulisic fue incluido en el equipo estelar de la semana 30 de la 1. Bundesliga.
Pulisic inició la temporada 2016-17 anotando un gol en un partido de pretemporada frente al Manchester City a finales de julio de 2016. Durante el transcurso de su evolución el jugador fue progresando también su posición a demarcaciones más adelantadas llegando hasta la posición de extremo, compaginándola con su original de centrocampista. Pese a su juventud y comenzar con un rol secundario se afianzó en el equipo y disputó un total de 43 partidos entre las tres competiciones de Copa, Liga y Liga de Campeones en las que anotó cinco goles y dio trece asistencias.
Su debut en la máxima competición continental se produjo el 14 de septiembre en la victoria por 0-6 frente al Legia de Varsovia. En ella disputó un total de diez partidos en los que anotó un gol antes de ser eliminado su equipo en los cuartos de final por la Association Sportive de Monaco Football Club.
Para la temporada 2017-18 el jugador comenzó siendo uno de los once jugadores titulares del equipo, iniciada con la disputa de la Supercopa de Alemania que perdió en la tanda de penaltis frente al Bayern de Múnich tras finalizar el encuentro con un empate a dos goles, siendo anotado el 1-0 por Pulisic.

### Chelsea F. C.
El 2 de enero de 2019 el Borussia Dortmund hizo oficial su venta al Chelsea F. C. a cambio de 64 millones de euros, aunque el jugador se mantendría en el club cedido hasta final de temporada. Durante su etapa en Inglaterra disputó 145 partidos en los que anotó 26 goles y ganó tres títulos.

### A. C. Milan
Tras estar cuatro temporadas en el equipo londinense fue traspasado al A. C. Milan.

## Selección nacional

### Categorías inferiores
Pulisic ha representado a los Estados Unidos en las categorías sub-15 y sub-17. Pulisic fue el capitán de la selección sub-17 en la Copa Mundial Sub-17 de 2015 en Chile, en donde anotó un gol y obtuvo una asistencia en tres partidos. En total, Pulisic anotó 20 goles en 34 partidos en esta categoría.
| Torneo                      | Sede  | Resultado      | Partidos | Goles |
| --------------------------- | ----- | -------------- | -------- | ----- |
| Copa Mundial Sub-17 de 2015 | Chile | Fase de grupos | 3        | 1     |

### Selección absoluta
En marzo de 2016, el Borussia Dortmund anunció que Pulisic había sido convocado por primera vez a la selección mayor de los Estados Unidos con miras a dos partidos de eliminatorias para la Copa Mundial de 2018 frente a Guatemala. No obstante, no se pudo unir de inmediato al equipo debido a un resfrío. El entrenador de la selección norteamericana hizo oficial su convocatoria cuando lo incluyó en el equipo para el segundo partido frente a Guatemala el 27 de marzo. Debutó en ese partido, ingresando en el segundo tiempo y convirtiéndose en el futbolista estadounidense más joven en disputar un partido clasificatorio a la Copa Mundial de Fútbol para ese país.
Pulisic volvió a hacer historia meses después, al convertirse en el futbolista más joven en anotar un gol con su selección el 28 de mayo de 2016 en un amistoso frente a Bolivia. Poco después, en junio de 2016, fue confirmado entre los 23 jugadores que disputaron la Copa América Centenario con los Estados Unidos en ese año.

### Participaciones internacionales
| Torneo                                  | Sede                                  | Resultado        | Partidos | Goles |
| --------------------------------------- | ------------------------------------- | ---------------- | -------- | ----- |
| Copa América Centenario                 | Estados Unidos                        | Cuarto lugar     | 3        | 0     |
| Copa de Oro de la Concacaf 2019         | Estados Unidos · Costa Rica · Jamaica | Subcampeón       | 6        | 3     |
| Liga de Naciones de la Concacaf 2019-20 | Concacaf                              | Campeón          | 4        | 2     |
| Copa Mundial de 2022                    | Catar                                 | Octavos de final | 4        | 1     |
| Liga de Naciones de la Concacaf 2022-23 | Concacaf                              | Campeón          | 5        | 3     |
| Copa América 2024                       | Estados Unidos                        | Primera fase     | 3        | 1     |

## Estilo de juego
Después de su ascenso al primer equipo de Dortmund, el escritor de FourFourTwo Andy Mitten escribió que el entrenador del Dortmund, Thomas Tuchel «vio el potencial: la velocidad, la agudeza, la fuerza, el estado físico sublime y la toma de decisiones madura que contradecía a su edad». Tuchel llamó a Pulisic «el tipo de persona que tiene mucha confianza en sí mismo, muestra su talento en la cancha y no muestra nervios bajo presión, lo cual es una combinación maravillosa». El compañero de equipo de Pulisic en Dortmund, Nuri Şahin, dijo: «No tiene miedo. Tiene mucha velocidad, pero lo que más me gusta es su primer toque. Cuando recibe el balón, su primer toque abre un gran espacio para él, incluso si no hay espacio».
Desde la temporada 2018-19, Pulisic se desplegó con mayor frecuencia en el ala para Dortmund, y esto ha continuado en Chelsea. Debido a su estilo de juego, Pulisic suele ser objeto de faltas por parte de los oponentes.
En julio de 2020, el técnico del Chelsea, Frank Lampard, lo comparó positivamente con el ex extremo del Chelsea Eden Hazard, y dijo que Pulisic «tiene un instinto de ataque más directo. Tiene el talento para pasar a través de los defensores y correr dentro del área, lo cual es un gran rasgo en el juego moderno». Lampard agregó: «Aún hay más desarrollo por venir. Christian está asumiendo la responsabilidad de cambiar los juegos».

## Vida personal
El abuelo paterno de Pulisic, Mate Pulišić, nació en Croacia en la isla de Olib. Pulisic obtuvo la ciudadanía croata después de mudarse a Alemania para evitar solicitar una visa de trabajo alemana, que se requiere para trabajar en el país sin un pasaporte de la Unión Europea.
Pulisic tiene un primo, Will Pulisic, que juega como guardameta y juega para el equipo Minnesota United FC 2 de la MLS Next Pro.
Pulisic es católico. Ha publicado versículos de la Biblia en sus cuentas de redes sociales.
El apellido Pulisic se deriva de la ciudad croata de Pula y ha confundido a algunas personas con su pronunciación correcta. Tanto la pronunciación anglicanizada
y los comentaristas han utilizado la pronunciación croata original, y Pulisic confirmó que cualquiera de las dos formas es aceptable.
Fuera del fútbol, Pulisic es fanático de los New York Jets, los New York Rangers y los Philadelphia 76ers. Le gusta jugar al ajedrez. Pulisic es fanático del Ford Mustang e importó un Shelby GT500 con volante a la izquierda a Inglaterra desde los Estados Unidos en 2021.
Debido a su condición de capitán frecuente de los Estados Unidos y su alto nivel de juego, los fanáticos y otros jugadores le han dado el apodo de Capitán América. También ha sido apodado «El LeBron James del fútbol» debido a un clip del programa de televisión Pawn Stars, que desde entonces se ha convertido en un meme.
El 11 de octubre de 2022 publicó una autobiografía titulada Pulisic: My Journey So Far. El libro narra su viaje al mundo del fútbol. En el libro, también reveló que sufrió de depresión mientras estuvo lesionado en 2020 y durante los momentos en que no tuvo mucho tiempo de juego.

## Estadísticas

### Clubes
Actualizado al último partido disputado el 17 de agosto de 2025.
| Club | Div.          | Temporada     | Liga  | Liga  | Liga   | Copas nacionales(1) | Copas nacionales(1) | Copas nacionales(1) | Torneos internacionales(2) | Torneos internacionales(2) | Torneos internacionales(2) | Total | Total | Total  | Media goleadora(3) |
| Club | Div.          | Temporada     | Part. | Goles | Asist. | Part.               | Goles               | Asist.              | Part.                      | Goles                      | Asist.                     | Part. | Goles | Asist. | Media goleadora(3) |
| --- | ------------- | ------------- | ----- | ----- | ------ | ------------------- | ------------------- | ------------------- | -------------------------- | -------------------------- | -------------------------- | ----- | ----- | ------ | ------------------ |
| Borussia Dortmund · Alemania | 1.ª           | 2015-16       | 9     | 2     | 0      | 0                   | 0                   | 0                   | 3                          | 0                          | 0                          | 12    | 2     | 0      | 0.17               |
| Borussia Dortmund · Alemania | 1.ª           | 2016-17       | 29    | 3     | 6      | 4                   | 1                   | 1                   | 10                         | 1                          | 3                          | 43    | 5     | 10     | 0.12               |
| Borussia Dortmund · Alemania | 1.ª           | 2017-18       | 32    | 4     | 6      | 2                   | 1                   | 0                   | 8                          | 0                          | 1                          | 42    | 5     | 7      | 0.12               |
| Borussia Dortmund · Alemania | 1.ª           | 2018-19       | 20    | 4     | 4      | 3                   | 2                   | 2                   | 7                          | 1                          | 0                          | 30    | 7     | 6      | 0.23               |
| Borussia Dortmund · Alemania | Total club    | Total club    | 90    | 13    | 16     | 9                   | 4                   | 3                   | 28                         | 2                          | 4                          | 127   | 19    | 23     | 0.15               |
| Chelsea F. C. Inglaterra | 1.ª           | 2019-20       | 25    | 9     | 4      | 4                   | 1                   | 1                   | 5                          | 1                          | 2                          | 34    | 11    | 7      | 0.32               |
| Chelsea F. C. Inglaterra | 1.ª           | 2020-21       | 27    | 4     | 2      | 6                   | 0                   | 0                   | 10                         | 2                          | 2                          | 43    | 6     | 4      | 0.14               |
| Chelsea F. C. Inglaterra | 1.ª           | 2021-22       | 22    | 6     | 2      | 7                   | 0                   | 1                   | 9                          | 2                          | 1                          | 38    | 8     | 4      | 0.21               |
| Chelsea F. C. Inglaterra | 1.ª           | 2022-23       | 24    | 1     | 1      | 1                   | 0                   | 0                   | 5                          | 0                          | 1                          | 30    | 1     | 2      | 0.03               |
| Chelsea F. C. Inglaterra | Total club    | Total club    | 98    | 20    | 9      | 18                  | 1                   | 2                   | 29                         | 5                          | 6                          | 145   | 26    | 17     | 0.18               |
| A. C. Milan · Italia | 1.ª           | 2023-24       | 36    | 12    | 8      | 2                   | 0                   | 1                   | 12                         | 3                          | 1                          | 50    | 15    | 10     | 0.3                |
| A. C. Milan · Italia | 1.ª           | 2024-25       | 34    | 11    | 9      | 7                   | 2                   | 0                   | 9                          | 4                          | 1                          | 50    | 17    | 10     | 0.34               |
| A. C. Milan · Italia | 1.ª           | 2025-26       | 0     | 0     | 0      | 1                   | 1                   | 0                   | ―                          | ―                          | ―                          | 1     | 1     | 0      | 1                  |
| A. C. Milan · Italia | Total club    | Total club    | 70    | 23    | 17     | 10                  | 3                   | 1                   | 21                         | 7                          | 2                          | 101   | 33    | 20     | 0.33               |
| Total carrera | Total carrera | Total carrera | 258   | 56    | 42     | 37                  | 8                   | 6                   | 78                         | 14                         | 12                         | 373   | 78    | 59     | 0.21               |
| (1)Incluye datos de la Copa de Alemania y Supercopa de Alemania (2015-19) / FA Cup y Copa de la Liga de Inglaterra (2019-23) / Copa Italia (2023-act.) y Supercopa de Italia (2024). (2)Incluye datos de la Liga Europa de la UEFA (2015-16); Liga de Campeones de la UEFA (2016-act.); Supercopa de Europa (2021); Copa Mundial de Clubes de la FIFA (2021). (3) No incluye goles ni asistencias en partidos amistosos. |               |               |       |       |        |                     |                     |                     |                            |                            |                            |       |       |        |                    |

### Goles internacionales
| N.º | Fecha                    | Lugar                                                                      | Rival                        | Gol | Resultado | Competición                             |
| --- | ------------------------ | -------------------------------------------------------------------------- | ---------------------------- | --- | --------- | --------------------------------------- |
| 1.  | 28 de mayo de 2016       | Sporting Park, Kansas City, Estados Unidos                                 | Bolivia                      | 4-0 | 4-0       | Amistoso                                |
| 2.  | 2 de septiembre de 2016  | Arnos Vale Stadium, Kingstown, San Vicente y las Granadinas                | San Vicente y las Granadinas | 4-0 | 6-0       | Clasificación Mundial 2018              |
| 3.  | 2 de septiembre de 2016  | Arnos Vale Stadium, Kingstown, San Vicente y las Granadinas                | San Vicente y las Granadinas | 6-0 | 6-0       | Clasificación Mundial 2018              |
| 4.  | 24 de marzo de 2017      | Avaya Stadium, San José, Estados Unidos                                    | Honduras                     | 4-0 | 6-0       | Clasificación Mundial 2018              |
| 5.  | 3 de junio de 2017       | Rio Tinto Stadium, Sandy, Estados Unidos                                   | Venezuela                    | 1-1 | 1-1       | Amistoso                                |
| 6.  | 8 de junio de 2017       | Dick's Sporting Goods Park, Commerce City, Estados Unidos                  | Trinidad y Tobago            | 1-0 | 2-0       | Clasificación Mundial 2018              |
| 7.  | 8 de junio de 2017       | Dick's Sporting Goods Park, Commerce City, Estados Unidos                  | Trinidad y Tobago            | 2-0 | 2-0       | Clasificación Mundial 2018              |
| 8.  | 6 de octubre de 2017     | Orlando City Stadium, Orlando, Estados Unidos                              | Panamá                       | 1-0 | 4-0       | Clasificación Mundial 2018              |
| 9.  | 10 de octubre de 2017    | Ato Boldon Stadium, Couva, Trinidad y Tobago                               | Trinidad y Tobago            | 1-2 | 1-2       | Clasificación Mundial 2018              |
| 10. | 26 de marzo de 2019      | BBVA Compass Stadium, Houston, Estados Unidos                              | Chile                        | 1-0 | 1-1       | Amistoso                                |
| 11. | 22 de junio de 2019      | FirstEnergy Stadium, Cleveland, Estados Unidos                             | Trinidad y Tobago            | 4-0 | 6-0       | Copa de Oro de la Concacaf 2019         |
| 12. | 3 de julio de 2019       | Nissan Stadium, Nashville, Estados Unidos                                  | Jamaica                      | 2-0 | 3-1       | Copa de Oro de la Concacaf 2019         |
| 13. | 3 de julio de 2019       | Nissan Stadium, Nashville, Estados Unidos                                  | Jamaica                      | 3-1 | 3-1       | Copa de Oro de la Concacaf 2019         |
| 14. | 11 de octubre de 2019    | Audi Field, Washington D. C., Estados Unidos                               | Cuba                         | 7-0 | 7-0       | Liga de Naciones de la Concacaf 2019-20 |
| 15. | 28 de marzo de 2021      | Windsor Park, Belfast, Irlanda del Norte                                   | Irlanda del Norte            | 2-0 | 2-1       | Amistoso                                |
| 16. | 6 de junio de 2021       | Empower Field at Mile High, Denver, Estados Unidos                         | México                       | 3-2 | 3-2       | Liga de Naciones de la Concacaf 2019-20 |
| 17. | 12 de noviembre de 2021  | TQL Stadium, Cincinnati, Estados Unidos                                    | México                       | 1-0 | 2-0       | Clasificación Mundial 2022              |
| 18. | 2 de febrero de 2022     | Allianz Field, Saint Paul, Estados Unidos                                  | Honduras                     | 3-0 | 3-0       | Clasificación Mundial 2022              |
| 19. | 27 de marzo de 2022      | Exploria Stadium, Orlando, Estados Unidos                                  | Panamá                       | 1-0 | 5-1       | Clasificación Mundial 2022              |
| 20. | 27 de marzo de 2022      | Exploria Stadium, Orlando, Estados Unidos                                  | Panamá                       | 4-0 | 5-1       | Clasificación Mundial 2022              |
| 21. | 27 de marzo de 2022      | Exploria Stadium, Orlando, Estados Unidos                                  | Panamá                       | 5-0 | 5-1       | Clasificación Mundial 2022              |
| 22. | 29 de noviembre de 2022  | Estadio Al Thumama, Doha, Catar                                            | Irán                         | 1-0 | 1-0       | Copa Mundial de Fútbol de 2022          |
| 23. | 24 de marzo de 2023      | Estadio Nacional de Granada, Saint George, Granada                         | Granada                      | 5-1 | 7-1       | Liga de Naciones de la Concacaf 2022-23 |
| 24. | 15 de junio de 2023      | Allegiant Stadium, Paradise, Estados Unidos                                | México                       | 1-0 | 3-0       | Liga de Naciones de la Concacaf 2022-23 |
| 25. | 15 de junio de 2023      | Allegiant Stadium, Paradise, Estados Unidos                                | México                       | 2-0 | 3-0       | Liga de Naciones de la Concacaf 2022-23 |
| 26. | 9 de septiembre de 2023  | Citypark, San Luis, Estados Unidos                                         | Uzbekistán                   | 3-0 | 3-0       | Amistoso                                |
| 27. | 14 de octubre de 2023    | Pratt & Whitney Stadium at Rentschler Field, East Hartford, Estados Unidos | Alemania                     | 1-0 | 1-3       | Amistoso                                |
| 28. | 17 de octubre de 2023    | Geodis Park, Nashville, Estados Unidos                                     | Ghana                        | 2-0 | 4-0       | Amistoso                                |
| 29. | 12 de junio de 2024      | Camping World Stadium, Orlando, Estados Unidos                             | Brasil                       | 1-1 | 1-1       | Amistoso                                |
| 30. | 23 de junio de 2024      | AT&T Stadium, Arlington, Estados Unidos                                    | Bolivia                      | 1-0 | 2-0       | Copa América 2024                       |
| 31. | 10 de septiembre de 2024 | TQL Stadium, Cincinnati, Estados Unidos                                    | Nueva Zelanda                | 1-0 | 1-1       | Amistoso                                |
| 32. | 18 de noviembre de 2024  | Citypark, San Luis, Estados Unidos                                         | Jamaica                      | 1-0 | 4-2       | Liga de Naciones de la Concacaf 2024-25 |

### Hat-tricks
| Lista de partidos en los que anotó tres o más goles | Lista de partidos en los que anotó tres o más goles | Lista de partidos en los que anotó tres o más goles | Lista de partidos en los que anotó tres o más goles | Lista de partidos en los que anotó tres o más goles | Lista de partidos en los que anotó tres o más goles | Lista de partidos en los que anotó tres o más goles |
| #                                                   | Fecha                                               | Estadio                                             | Partido                                             | Goles                                               | Resultado                                           | Competición                                         |
| --------------------------------------------------- | --------------------------------------------------- | --------------------------------------------------- | --------------------------------------------------- | --------------------------------------------------- | --------------------------------------------------- | --------------------------------------------------- |
| 1                                                   | 26 de octubre de 2019                               | Turf Moor                                           | Burnley - Chelsea                                   |                                                     | 2 - 4                                               | Premier League 2019-20                              |

## Palmarés

### Títulos nacionales
| Título              | Club              | País     | Año  |
| ------------------- | ----------------- | -------- | ---- |
| Copa de Alemania    | Borussia Dortmund | Alemania | 2017 |
| Supercopa de Italia | A. C. Milan       | Italia   | 2024 |

### Títulos internacionales
| Título                            | Equipo                      | Sede     | Año  |
| --------------------------------- | --------------------------- | -------- | ---- |
| Liga de Campeones de la UEFA      | Chelsea F. C.               | Oporto   | 2021 |
| Liga de Naciones de la Concacaf   | Selección de Estados Unidos | Concacaf | 2020 |
| Supercopa de la UEFA              | Chelsea F. C.               | Belfast  | 2021 |
| Copa Mundial de Clubes de la FIFA | Chelsea F. C.               | EAU      | 2021 |
| Liga de Naciones de la Concacaf   | Selección de Estados Unidos | Concacaf | 2023 |
| Liga de Naciones de la Concacaf   | Selección de Estados Unidos | Concacaf | 2024 |